# Komodski zmaj
Komodski zmaj (komodo zmaj, zmaj sa Komoda, komodski varan, komodo varan, varan sa Komoda; lat. Varanus komodoensis) je najveći živi gmizavac iz reda guštera koji potiče sa Indonezijskih ostrva Komodo, Rinka, Flores, i Gili Motang. Može narasti do 3 metra i dostignuti masu od 80 do 140 kg. Član je porodice varana (Varanidae).
Njihova neuobičajeno velika veličina se pripisuje ostrvskom gigantizmu, pošto ni jedan drugi mesožder ne ispunjava nišu na ostrvima gde žive. Međutim, nedavna istraživanja sugerišu da se velika veličina Komodskih zmajeva može bolje razumeti imajući u vidu da su oni predstavnici reliktne populacije veoma velikih varanidnih guštera koji su nekad živeli širom Indonezije i Australije, većina kojih je, zajedno sa drugom megafaunom, izumrla nakon pleistocena (usled ljudske aktivnosti). Fosili koji su veoma slični sa V. komodoensis su nađeni u Australiji, a datiraju od pre više od 3,8 miliona godina. Njihova telesna veličina je ostala stabilna na Floresu, jednom od šačice indonežanskih ostrva gde oni žive u današnje vreme, tokom zadnjih 900.000 godina, „vremenskog perioda obeleženog velikim preokretima faune, izumiranjem ostrvske megafaune i dolaskom ranih hominida do 880 ka”.

## Ponašanje
Mesožderi su i love živi plen šunjajući se. Kad se dovoljno približe, potrče prema plenu. Komodo zmaj može dostići brzinu od 20 кm/h. Ima dugačak jezik koji stalno uvlači i izvlači, kako bi „osetio“ vazduh ili tlo i prikupio informacije o okolini. Imaju snažan ugriz. Zmajevi nemaju otrov, kao recimo zmije, ali je njihov ugriz uprkos tome skoro po pravilu smrtonosan. Razlog tome je u vrlo velikom broju bakterija u njihovoj pljuvački, od kojih su neke smrtonosne jer uzrokuju infekciju rana. Komodo zmaj najčešće odmah ubije plen, no ako ne uspe da ga ubije, ima neobičnu taktiku; uporno sledi svoju žrtvu, i kada je puno brža od njega. Uporno, ponekad danima, ide tragom svoje žrtve u očekivanju, da će žrtva stradati od infekcije. To se, gotovo po pravilu, i dogodi. Ako i nije još uginula od bakteremije, u međuvremenu je dovoljno oslabila da je varan bez problema savlada i pojede. Komodo zmajevi se međusobno bore za plen, ali za razliku od drugih životinja imuni su na vlastite bakterije.
Komodski zmajevi jedu bilo koju životinju koju pronađu i mogu savladati, od veličine divlje svinje, jelena, do nekad čak i bizona, a napadaju i ljude i jedu ljudska trupla ako ih se domognu. Kako napadaju sve što su u stanju savladati, i mlade komodo varane doživljavaju kao plen.
Tokom prošlog veka je stradalo dosta ljudi od ugriza zmajeva. Deo ljudi koji su preživeli njihov ugriz po pravilu su preboleli vrlo teške oblike sepse kao posledicu varanove „otrovne“ pljuvačke.
Parenje je između maja i avgusta, a jaja polažu u septembru. Ženka leže jaja u zemlji ili brlozima. Jaja su zaštićena, ali mladunčad (100 g/40 cm) su ugrožena od trenutka kad se izlegu iz jaja, neretko i od vlastite majke. Instinktivno se odmah pokušavaju popeti na najbliže stablo, jer su tamo relativno sigurni od svojih velikih srodnika, jer kad dosegnu određenu veličinu i težinu, više se ne mogu penjati, što omogućava mladuncima relativnu sigurnost. Za to vreme se hrane insektima i manjim gmizavcima. Komodo zmajevima treba oko 5 godina da narastu do dužine od 2 m, a mogu živeti do 30 godina.
Danas živi oko 6.000 komodo zmajeva koji nastanjuju ostrva Malih Sunda, u Indoneziji, uključujući i ostrvo Komodo (1.700), Rinka (1.300), Gili Montag (100) i Flores (možda 2.000).
Evropljani su se prvi put sreli s komodo zmajevima 1910, a svetu ga je predstavio Piter Ovens 1912, direktor zoološkog muzeja u mestu Bogor, u Indoneziji.
U cilju zaštite Komodo varana, 1980. godine je osnovan Nacionalni park Komodo.
Zbog njihove veličine i zaista zastrašujućeg izgleda, Englezi su im dali naziv „dragon“, što znači „zmaj“. Međutim, neki stručnjaci koji se bave mitologijom smatraju da je moguće da srednjevekovne priče o zmajevima zapravo potiču s ostrva Komodo. Smatraju da su još u davna vremena kineski mornari, sa svojih krstarenja vodama današnje Indonezije, doneli priče o komodo zmajevima do arapskih trgovaca, i da su oni poslužili kao podloga pričama o zmajevima.

## Taksonomska istorija
Komodo zmajeve su prvi put dokumentovali Evropljani 1910. godine, kada su glasine o „kopnenom krokodilu“ stigle do poručnika van Stejna van Hensbruka iz Holandske kolonijalne administracije. Široku reputaciju su stekli je nakon 1912. godine, kada je Peter Ouvens, direktor Zoološkog muzeja Bogora, Java, objavio rad na tu temu nakon što je dobio fotografiju i kožu od poručnika, kao i dva druga primerka od kolekcionara.
Prva dva živa Komodo zmaja koja su stigla u Evropu bila su izložena u Kući reptila u Londonskom zoološkom vrtu kada je otvoren 1927. godine. Džoan Bošam Prokter je napravila neka od najranijih posmatranja ovih životinja u zatočeništvu i demonstrirala je njihovo ponašanje na Naučnom skupu Zoološkog društva Londona 1928. godine.
Komodo zmaj je bio pokretački faktor za ekspediciju na ostrvo Komodo V. Daglasa Berdena 1926. Nakon povratka sa 12 sačuvanih primeraka i dva živa, ova ekspedicija je dala inspiraciju za film King Kong iz 1933. godine. Berden je takođe skovao uobičajeno ime „Komodo zmaj“. Tri primerka su prepariran i još uvek su izložena u Američkom muzeju prirodne istorije.
Holandska ostrvska administracija, uviđajući postojanje ograničenog broj jedinki u divljini, ubrzo je zabranila sportski lov i snažno ograničila broj pojedinaca primljenih radi naučnih studija. Ekspedicije su obustavljene sa početkom Drugog svetskog rata, i nisu nastavljeno sve do 1950-ih i 1960-ih, kada su studije ispitivale ponašanje, reprodukciju i telesnu temperaturu Komodo zmaja. Otprilike u to vreme planirana je ekspedicija s ciljem obavljanja dugoročne studije o Komodo zmaju. Ovaj zadatak je dobila porodica Aufenberg, koja je 11 meseci boravila na ostrvu Komodo 1969. Tokom njihovog boravka, Valter Aufenberg i njegov pomoćnik Putra Sastravan su uhvatili i obeležili više od 50 Komodo zmajeva.
Istraživanja ekspedicije Aufenberg su se pokazala veoma uticajnim na podizanje Komodo zmajeva u zatočeništvu. Istraživanja porodice Aufenberg su pružila mnoštvo detalja o prirodi Komodskog zmaja, pri čemu su biolozi poput Klaudija Čiofija nastavili da proučavaju stvorenja.

### Evoluciona istorija
Evolucioni razvoj Komodo zmaja započeo je rodom Varanus, koji je nastao u Aziji pre oko 40 miliona godina i migrirao u Australiju, gde je evoluirao u džinovske oblike (najveći od svih je nedavno izumrli Varanus priscus, ili „Megalanija“), što je potpomognuto odsustvom konkurentskih placentalnih mesoždera. Pre oko 15 miliona godina, sudar između kontinentalnih kopnenih masa Australije i jugoistočne Azije omogućio je ovim velikim varanidama da se vrate u ono što je sada indonežanski arhipelag, proširujući njihov doseg čak na istok do ostrva Timor.
Smatra se da se Komodski zmaj diferencirao od svojih australijskih predaka pre oko 4 miliona godina. Međutim, fosilni dokazi iz Kvinslenda sugerišu da je Komodski zmaj zapravo evoluirao u Australiji, pre nego što se proširio na Indoneziju.
Genetička analiza mitohondrijalne DNK pokazuje da je Komodski zmaj najbliži srodnik (sestrinski takson) pegastog guštera (V. varius), sa njihovim zajedničkim predkom koji se odvaja od loze koja je dala početak krokodilskog varana (Varanus salvadorii) iz Nove Gvineje. Jedna studija iz 2021. godine pokazala je da su se tokom miocena komodo zmajevi hibridizovali sa precima australijskog peščanog varana (V. gouldii), pružajući tako dodatne dokaze da je Komodo zmaj nekada naseljavao Australiju. Genetska analiza pokazuje da se populacija severnog Floresa genetski razlikuje od ostalih populacija ove vrste.

## Literatura
- Mattison, Chris (1992) [1989]. Lizards of the World. New York: Facts on File. стр. 16, 57, 99, 175. ISBN 978-0-8160-5716-0.
- Ciofi, Claudio (2004). Varanus komodoensis. Varanoid Lizards of the World. Bloomington & Indianapolis: Indiana University Press. стр. 197-204. ISBN 978-0-253-34366-6.
- Attenborough, David (1957). Zoo Quest for a Dragon. London: Lutterworth Press.
- Auffenberg, Walter (1981). The Behavioral Ecology of the Komodo Monitor. Gainesville: University Presses of Florida. ISBN 978-0-8130-0621-5.
- Burden, W. Douglas (1927). Dragon Lizards of Komodo: An Expedition to the Lost World of the Dutch East Indies. Kessinger Publishing. ISBN 978-0-7661-6579-3.
- Eberhard, Jo; King, Dennis; Green, Brian; Knight, Frank; Newgrain, Keith (1999). Monitors: The Biology of Varanid Lizards. Malabar, Fla: Krieger Publishing Company. ISBN 978-1-57524-112-8.
- Lutz, Richard L; Lutz, Judy Marie (1997). Komodo: The Living Dragon. Salem, Or: DiMI Press. ISBN 978-0-931625-27-5.
- „Varanus komodoensis”. Integrated Taxonomic Information System.
- „Ora (Komodo Island Monitor or Komodo Dragon)”. American Museum of Natural History. Архивирано из оригинала 7. 3. 2010. г. Приступљено 15. 1. 2007.